# Karol Bacílek
Karol Bacílek (ur. 2 października 1896 w Choťánkach, zm. 19 marca 1974) – czechosłowacki polityk komunistyczny, minister bezpieczeństwa narodowego Czechosłowacji (1952-1953).

## Życiorys
W latach 1915-1918 służył w armii Austro-Węgier, a w 1918-1920 w czechosłowackiej armii, 1920-1923 pracował w warsztatach kolejowych we Vrútkach. W 1921 wstąpił do KPCz, 1924-1929 był sekretarzem regionalnego komitetu KPCz w Żylinie, w 1929 w Bańskiej Bystrzycy, a 1930-1939 sekretarzem kierownictwa partii komunistycznej w Słowacji. W 1939 uciekł do ZSRR, gdzie przebywał do 1943, potem wrócił nielegalnie do Słowacji, podczas słowackiego powstania narodowego 1944 był sekretarzem Sekretariatu Komunistycznej Partii Słowacji. W latach 1931–1938, 1945-1946 i 1949-1966 był członkiem KC KPCz, 1951-1963 członkiem kierownictwa KC KPCz, 1944-1966 członkiem KC Komunistycznej Partii Słowacji, w tym w latach 1951-1963 I sekretarzem KC Komunistycznej Partii Słowacji. Jednocześnie 1951-1952 był ministrem kontroli państwowej, a 1952-1953 ministrem bezpieczeństwa narodowego Czechosłowacji. Był w dużym stopniu odpowiedzialny za rządy bezprawia i represje z początku lat 50., w związku z czym w kwietniu 1963 został odwołany ze stanowiska I sekretarza KC Komunistycznej Partii Słowacji i z kierownictwa KC KPCz.